# ベラ・ボンド殺害事件
ベラ・ボンド殺害事件（ベラ・ボンドさつがいじけん）は、2015年6月25日にマサチューセッツ州ボストンのディア島の海岸で、アメリカ人少女のベラ・ネヴェア・アモロソ・ボンド（英: Bella Neveah Amoroso Bond、2012年8月6日 - 2015年5月から6月ごろ）がプラスチックの袋に入れられた状態で発見された事件。
当初は身元が分からず、かつては「ディア島のジェーン・ドゥ」（英: Deer Island Jane Doe）や「ベビー・ドゥ」（英: Baby Doe）という通称で知られていた。

## 概要
当局は遺体の身元特定に向けて数多くの手掛かりを追求し、2015年9月にその努力が実った。当局の広報活動により数多くの身元特定への糸口が生まれ、その1つがベラ・ボンドへと繋がった。ベラ・ボンドと特定されたのは2015年9月18日のことだった。
全米行方不明・被搾取児童センター（英: National Center for Missing and Exploited Children）がベビー・ドゥの顔の復元を行い、生前の容貌の復元図を一般に公開した。遺体の身元への手掛かりを生み出し、遺体を遺棄した人物を特定するためだった。容貌の復元図が公開され、事件のニュースがアメリカ中で報道されると、多くの人々が事件に関心を抱いた。5千6百万人もの人々がこの事件についての報道を閲覧したと推定されている。そのうちの半数は遺体が発見されてから1週間以内にこの事件についての報道を閲覧したとされる。
ボンドの遺体に対して実施された最初の検死では、実際の死因は判明しなかった。それでも、ボンドの母親とその愛人が逮捕され、当局はボンドが殺害されたという確証を得た。
ボンドの母親はボンドの殺害に関する事後共犯の容疑で起訴され、司法取引により罪を認めた。母親の愛人はボンド殺害の容疑で起訴され、第二級殺人で有罪となった。2017年6月28日、愛人には将来的な仮釈放のある無期懲役の判決が下った。

## 遺体の発見
ベラ・ボンドの遺体はマサチューセッツ州ボストンの近くのディア島の沿岸でプラスチック製のごみ袋に入った状態で発見された。2015年6月25日の午後、ある女性が犬を散歩させていると、犬がごみ袋のところで歩みを止め、こうして遺体が発見された。遺体発見後、人々は発見現場の近くに花を供えた。遺体は白地に黒の水玉模様のついたレギンスしか身につけていなかった。ごみ袋の中にはシマウマ柄の毛布も入っていた。当初、警察は現場に他にも遺体があったかを確認しきれておらず、死体探知のために犬を使ったが他に遺体が発見されることはなかった。

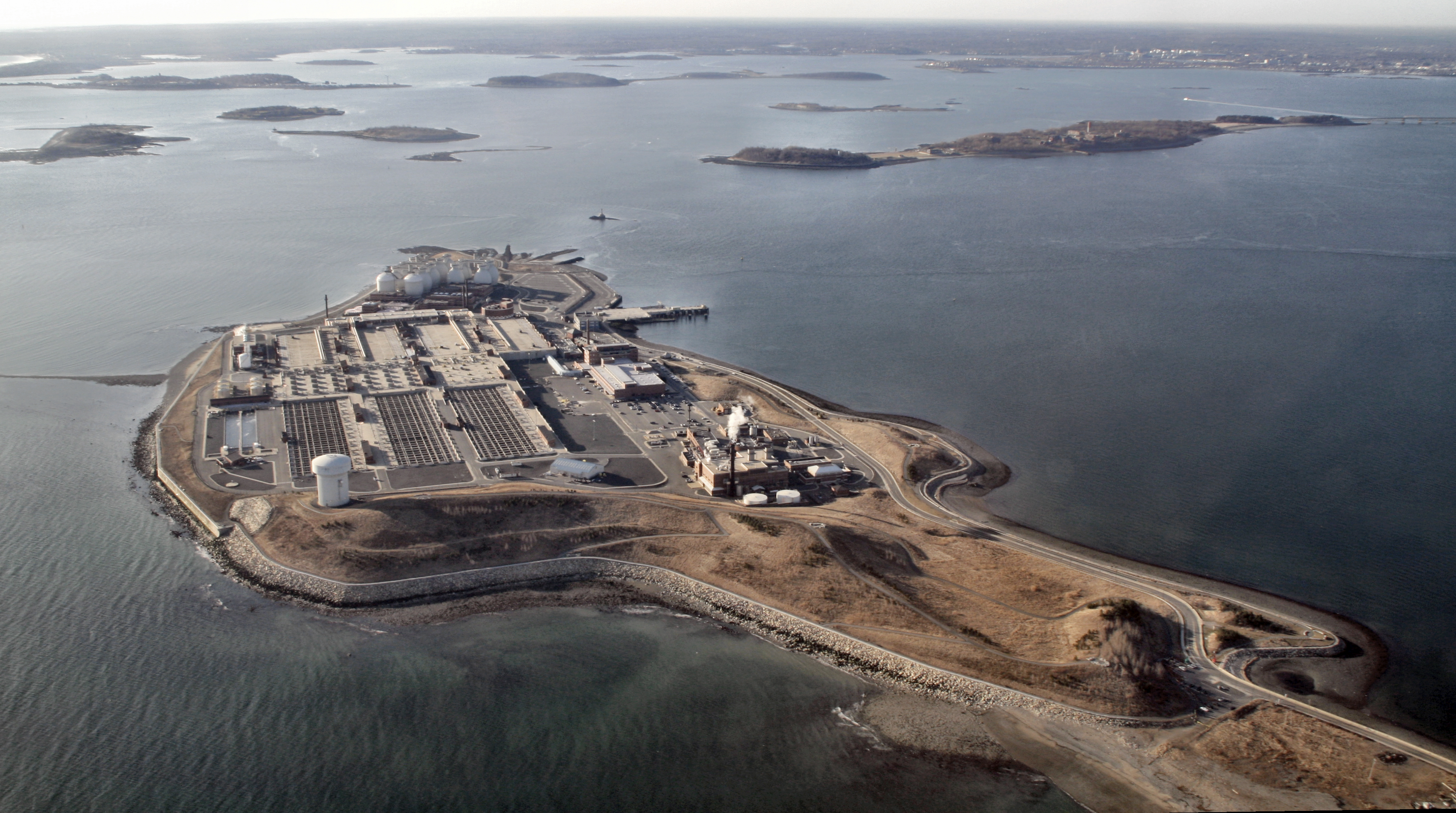
ディア島。2015年6月25日にこの地でベラ・ボンドの遺体が発見された。

当局は最初、ベビー・ドゥは遺体の発見から数日以内に死亡したと推測していた。事件の進展により、遺体はディア島に遺棄される前に1ヶ月もの間冷蔵庫に保管されていたことが判明した。遺体は死後から時間が少ししかたっていないように見えたが、既に腐敗が始まっており、膨張していた。そのため、外見から遺体の身元を割り出すことは不可能だった。遺体は水に晒されていたため、腐敗により指紋の回収も不可能だった。捜査官たちは遺体が幼児のものであるとは断言できたが、当初は人種も不明確だった。
遺体がどのようにして犯行現場に至ったのかも不明だった。ディア島の海岸に直接遺棄された可能性もあったが、別の場所から漂着した可能性もあった。遠いカナダから来たと推測した人もいた。沿岸警備隊が捜査に加わり、遺体の入っていたごみ袋の由来を推測するためその地域の海流を分析した。また、遺体発見の頃に潜水作業者のチームも動員された。7月中旬や8月の時点で、当局は遺体が別の場所からディア島へ流れ着いたと見るには、遺体の腐敗の段階がそこまで進行していなかったことから、遺体は発見現場に直接遺棄された可能性の方が高いと考えていた。遺体が発見された海岸は排水処理施設の近くだった。捜査官の1人は、遺体の遺棄は近隣の排水処理施設の従業員が行った可能性があると考えていた。その地域は排水処理施設の従業員や一般人で人通りの多い場所と考えられていたため、人目を避けるため夜に遺体を遺棄した可能性があった。

## 遺体の調査
7月3日に検死が行われたが、遺体の死因について結論は出なかった。当局はこの事件は殺人だろうと疑っていたが、遺体には明確な負傷の痕跡が見られなかった。その後、死因の説明のため、毒物やドラッグ、アルコールが遺体に残っていないか検査が行われた。遺体には漂白剤などの洗浄剤の痕跡も発見できなかったが、別の毒物が死因である可能性を期待してさらに検査が続けられた。遺体の身元が判明した後も、自然死の可能性は全て除外されたものの、死因は決定的には発表されなかった。死因からは窒息の可能性も除外されていなかった。
遺体が着ていた4Tサイズと見られる衣服はCircoが製造したものという結論になった。ターゲットで購入された可能性が高かった。毛布はCannon Mills製でK-Martで購入されたもののようだった。伸縮性のある材料で作られたヘアバンドも発見された。
最終的に、遺体は3歳から5歳の幼児のものであり、白人と思われ、ヒスパニックの血が混じっている可能性があるという結論になった。髪は茶色で波打っており、長さ36センチメートルほどだった。髪はその長さから判断するにおよそ2年間切られていなかったと推測された。身長は94センチメートルから107センチメートル、体重は約14キログラムと推定された。遺体には独特の痣や傷跡はなかった。後に耳たぶに穴があいていることが発見された。そのため、NCMECは生前の容貌の推定図を修正し、イヤリングを付けた改訂版を公開した。ベビー・ドゥは生前は大事に育てられていたようで、栄養失調や虐待の痕跡は認められなかった。また、捜査官たちは衣服も生前は良い扱いを受けていたという説を補強するものだったと述べた。

## 捜査
NCMECは以前に遺体の身元の特定が失敗したため、遺体の容貌をコンピュータ上で再現した。生前のベビー・ドゥの容貌を推測するために死体安置所のストック写真を参考に、Adobe Photoshopを使って4時間で復元図を作成した。フォレンシック・アーティストのクリスティ・アンドルーズ (英: Christi Andrews) により制作されたこの復元図は2015年7月2日に公開された。Adobe Photoshopを使って精巧に制作したため、多くの閲覧者が実際の写真と勘違いした。NCMECは遺体と一緒に発見されたレギンスと毛布の画像もコンピュータ上で綺麗に加工し、ウェブサイトでそのポスターを公開した。後に、ベビー・ドゥとその所持品の画像が掲載されたちらしが更なる情報を求めて配布された。遺体の身元が判明した後、ボンド一家のことを知っていた人の中には、容貌の推定図とボンドの実際の容貌が似ていないと主張した人もいた。
ベビー・ドゥは2015年7月4日に全米行方不明者・身元不明者システム (英: National Missing and Unidentified Persons System: NamUs) に登録され、遺体発見の状況や生前時の推定についての詳細な情報も盛り込まれた。多くの行方不明者が遺体の身元の候補から除外された。当局はショシャナ・ブラック (英: Shoshana Black)、ポーラ・ラミレス=フィギュロア (英: Paula Ramerez-Figuroa)、オフィア・ベン=ハイム (英: Ofir Ben–Haim)、キャシディ・ギブズ (英: Cassidy Gibbs)、アイラ・レイノルズ (英: Ayla Reynolds) が遺体の身元ではないかと調査した。行方不明と報告された児童などの他の手掛かりも追求され、その一部はアメリカ国外の事件にも及んでいた。特徴と合致していると見られた行方不明者の一部は後に生存していることが判明した。サラ・ホーグル (英: Sarah Hoggle) 失踪事件との関連性も分析されたが、捜査官たちはこの事件と関係する可能性は低いと述べた。全部で200人以上の失踪者がこの事件との関連性を除外された。
その後、遺体が発見された場所で記者会見が開かれ、遺体の復元図や、衣服と毛布の画像を綺麗に加工したものが紹介された。記者会見は、人々に遺体の身元特定の助力を求めるため、また、生前のベビー・ドゥを知っていた人、特に両親に遺体の身元の特定を求めるため、テレビで放送された。記者会見の際に、当局は独立記念日までの数日間に失踪した可能性のある子供はいなかったかと視聴者に問いかけた。期待も虚しく、遺体を遺棄した犯人であると自首する人物も、遺体の身元を知っているという人物も現れなかった。数百の手掛かりが電話やインターネットを通じて寄せられ、それらの手掛かりに対して捜査が行われた。
身元不明者のデータベースを検索してもベビー・ドゥのプロファイルと合致する事件はほとんど発見されなかったため、当局はこの遺体は身元不明者として報告されたことのない人物の可能性があると考え始めた。当局は家族が自分の子供の死を認識できていないという線で調査した。アーカイブに一致するものがない理由は、遺体が不法入国者の子供のものであるためという可能性も考えられた。警察は地元の捜査に集中した。しかし、警察はベビー・ドゥがその地域に住んでいなかった可能性もあると考えて、児童の行方不明事件の調査も継続した。
この事件についてたてられた仮説の中で初期に挙げられたものに、ベビー・ドゥは家族により殺害されたという推測があった。ある犯罪学者は、同様の事件の統計によると、赤の他人により殺害された可能性は低いと考えられると述べた。遺体はその所有物とともに遺棄されていたこともこの仮説を補強していた。ベビー・ドゥの縁者から報告がないことも、遺体の遺棄、そしておそらくその殺害にもベビー・ドゥの家族が関与しているという見解を支持していた。捜査官たちは、もし遺体を遺棄した人物が他に子供を養育していれば、その子供も危険な状態にある可能性があると危惧した。ベビー・ドゥの家族も同様に死亡しており、同様の状態で遺棄されているという仮説もあった。

### 科学捜査
科学捜査チームは行方不明者との照合や、ベビー・ドゥの縁者のDNAの記録と一致する可能性を考えて、遺体のDNAを分析した。DNAは毛髪と歯の試料から得た。DNAは既知の行方不明者のデータベースに保存されたプロファイルとは一致しなかった。当局は、より詳細なプロファイルの作成のために試料を北テキサス大学に送付したと発表した。その後、ミトコンドリアDNAも縁者の可能性のある人物との比較のために遺体の骨から採取された。
DNA調査の傍ら、当局は法花粉学の調査や現場で発見された水の同位体調査にも取り組んだ。調査の結果、調査の至るところでマツや煤の痕跡を確認できたことから、ベビー・ドゥは地元の都市地域にいたことが示唆されていた。その場所はボストンの可能性が非常に高かった。最終的には、ベビー・ドゥはニューイングランドの6つの州のうちのどれかとそれ以外の地域にいた可能性があるという結論に至った。毛髪や歯のエナメル質の調査も、ベビー・ドゥはアメリカを横断した可能性があることを示唆する結果だった。

## 一般の人々の反応
ベビー・ドゥの顔の復元図と事件の話題が広範囲に公表されていたため、事件に対して国際的に多くの人々の関心が集まった。それ以来、多くの人々がTwitterやFacebookといったソーシャルネットワークを通じてこの事件についての報道を共有し、閲覧してきた。数名の人が、ベビー・ドゥの身元を特定できなかった場合に葬儀や埋葬の費用を出すことを申し出た。ある葬儀店が、ベビー・ドゥを墓石の下に葬ることができるように寄付すると声明した。これにより、ベビー・ドゥは貧困者向けの墓に埋葬されないことになった。地元の商店では店舗にベビー・ドゥについてのポスターの掲示を開始した。この事件についての認知を広め、事件への手掛かりが得られることを望んでのことだった。マサチューセッツ州水資源局はベビー・ドゥを追悼するベンチを寄付する計画について公表した。一般の人がベビー・ドゥの顔の復元図を閲覧した回数は約5千万回に及んだと推定されている。当局は、多くの人々が復元図を閲覧したおかげで、事件の捜査が非常に効果的に促進されたと声明している。

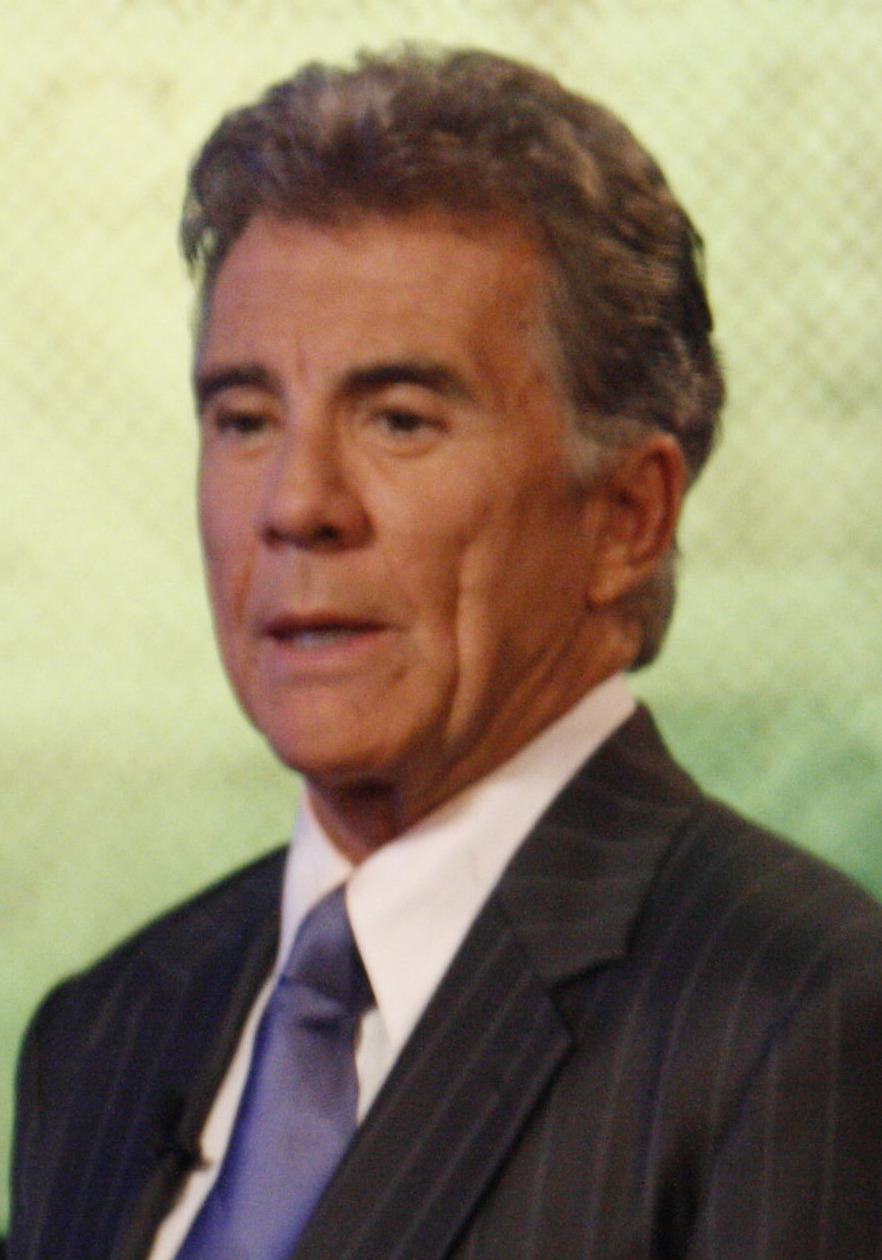
テレビ番組司会者のジョン・ウォルシュはベビー・ドゥについてのインタビューを受け、手掛かりを求めて連絡先を示した。

7月10日、CNNニュースは、NCMECの共同設立者であり、テレビ番組America's Most Wantedで司会を務めたことがあるジョン・ウォルシュ (英: John Walsh) へのインタビューを主催した。インタビュアーはアンダーソン・クーパーが担当した。ウォルシュは、ベビー・ドゥの身元を知る人物が絶対に存在すると述べた。また、同様の事件では、母親やその同居の愛人が自分の子供のうちの1人を虐待またはネグレクトすることがしばしばあったと述べた。ベビー・ドゥの身元が不明のままである理由については、人は警察官に話しかけたがらないものであると述べ、その理由は自分の生活に警察の捜査が及ぶことを恐れているためである可能性を指摘している。例えば、アンジェリカ・カスティリョ (英: Anjelica Castillo) が殺害された事件では、カスティリョの家族は無認可の移民だったため、国外退去を恐れてカスティリョの失踪を報告しなかった。ウォルシュは視聴者に対して代わりに自分に連絡をとることを奨励した。自身が司会を務めるテレビ番組The Hunt with John Walshの電話番号と、CNNのウェブサイトに掲載された自身のプロフィールページへのURLを示した。ウォルシュは手掛かりの通達は匿名でできることを確約した。

### 手掛かり
その後、事件に関する数多くの手掛かりが集まった。ある女性が橋の上からごみ袋を投棄したところを目撃されていた。後に警察が女性に対して尋問したが、ごみ袋の中身はただの腐った果物だった。ベビー・ドゥに似た幼児を目撃したという人もいた。ある人物は店で、別の人物は公園で見かけたと述べており、ブルカを着た女性と一緒だったという。捜査官たちはその店の監視カメラから情報を集めたが、ベビー・ドゥがいた痕跡を発見することはできなかった。公園にいたという児童を探し出すこともできていない。ある男性は、2014年11月にコインランドリーでベビー・ドゥを見たと述べており、くすんだ金髪をした大柄の女性がベビー・ドゥをベビーカーに入れて連れていたという。
地元の警察署は、ベビー・ドゥの身元に繋がる可能性のある手掛かりが数多く寄せられたと報告した。それはアメリカ中の行方不明の子供についての情報だった。死亡した児童は2011年9月24日に失踪したウェストバージニア州のアリヤ・ランスフォード (英: Aliya Lunsford) である可能性があると警察に伝えた人もいた。ランスフォードはベビー・ドゥ発見時には6歳になっていたはずで、ベビー・ドゥの顔の復元図との類似性があったが、ベビー・ドゥの身元の可能性から除外された。後にマサチューセッツ州警察はFacebookのページに、ランスフォードとアイラ・レイノルズ (英: Ayla Reynolds) を身元の候補から除外したことについての声明を公開した。警察は、死亡した児童がキャサリン・フィリップス (英: Katherine Phillips) である可能性についても考えていた。フィリップスは「ベビー・ケート」 (英: Baby Kate) というニックネームで呼ばれており、2011年に失踪した。父親がフィリップスを殺害した容疑で起訴され、児童誘拐で有罪となっているものの、フィリップスの遺体は発見されていない。当局は遺体の身元がフィリップスである可能性については疑わしいと述べたが、その線での捜査も続けると発表した。最終的には両者のDNAの比較も行われた。結局、フィリップスは遺体の身元の可能性から除外され、7月10日に一般の人に対してもその旨で発表された。
捜査官たちはこの事件についての情報提供を求める24時間のホットラインを設けた。テキスト・ホットラインも設立された。寄せられた情報の多くはアメリカの州の半数以上で失踪した児童についてのもので、ヨーロッパや南・中央アメリカの国々の行方不明児童についての情報もあったことが後に明かされた。また、Clear Channelが提供した電子看板を含む84の広告板がマサチューセッツ州全体に設置され、この事件のために設立された匿名のホットラインへの情報提供を呼びかけた。

## 身元の特定
ベビー・ドゥがベラ・ボンドであると特定されたのは2015年9月18日のことである。ボンドの母親の隣人の姉妹が、ボンドがベビー・ドゥである可能性について警察に報告したことがきっかけとなった。その隣人はボンドが自宅から姿を消したことに気付き、ボンドの母親とその愛人を問い詰めたらしい。2人は、ボンドは子供・家庭局 (英: Department of Children and Families) に連れて行かれたと述べた (後にそれは虚偽であることが証明された)。その後、隣人はベビー・ドゥはベラ・ボンドだと考えていると自分の姉妹に伝え、それを聞いた隣人の姉妹は当局に報告した。ある目撃者は当局に対して、母親の住むアパートでボンドを見かけなくなったときや、ボンドのおもちゃが廃棄されたのを見たときに不安が募ったと語った。2015年9月17日、マサチューセッツ州ドーチェスターにある母親の自宅に対して捜索令状が執行された。
ボンドの本来の父親は娘と一切会っていないと主張したが、電話で会話は行ったという。遺体の身元が特定される前の1週間以内に母親と会ったときに母親からボンドは死亡したと伝えられたと述べた。母親が自分の娘を傷付けたことはなかっただろうと信じているとも語った。父親は別のインタビューで、ボンドが死亡したすぐ後に、愛人が母親にヘロインを注射して沈静化させたようだと語った。母親の首に残っていた注射の跡は、母親自身が付けたものではあるはずがないと述べた。一方で、父方の祖母は父親とは異なり、母親がボンドの死に密接に関与していると考えていると語り、母親が愛人に対して展開している主張について公然と疑問を呈した。
父親はマサチューセッツ州ウィンスロップでボンドの遺体を埋葬する予定であり、葬儀と通夜を一般に公開すると発表した。2015年11月28日にボンドはウィンスロップ共同墓地で埋葬された。両親の間で葬儀を公開しないという結論になり、葬儀は内輪で開かれた。ボンドの墓石には"Bella N. Bond Amoroso"と記され、死亡日として遺体が発見された日が刻まれた。後にボンドの写真が母親のFacebookのページで一般に公開された。

## 被疑者
ボンドの母親は薬物の常用者として知られ、他に2人の子供の親権を剥奪されていた。過去に複数の逮捕歴があり、売春の前科もあった。警察は、母親が自分の娘をネグレクトしているという通報を受けたことがあり、ボンドの母親とは4回別個に面会したことがあると声明した。遺体の身元が公表された後、ボンドの家族への尋問が行われた。ボンドのおばはベビー・ドゥがボンドであると疑ったことはないと述べ、母方の祖母はボンドが生まれていたことさえ知らなかった。子供・家庭局はボンドに関する2件のネグレクトの通報に対応したことがあり、どちらの事案についても対応は終了していた。
警察は、ベビー・ドゥは殺人被害者であり、母親の愛人をボンドの殺害で告発したと公表した。警察は母親がボンドの死を隠蔽して愛人を援助したと考え、母親も共犯で告発した。自分の娘が死亡したと知っていながら約1,400ドルの福祉の給付を受け取っていたことから、母親は窃盗の容疑でも告発された。母親は住宅手当も受け取り続けていた。2人は2015年9月21日に罪状の認否を問われた。母親の保釈金は100万ドルと設定された。愛人は保釈を認められなかった。

### 裁判
当局は、ボンドの実際の死因が不明のままであることから、ボンドの死が他殺であることを陪審に主張するのは困難になるかもしれないと認めていた。母親は、愛人はボンドは悪魔であると言い張ってボンドの腹部を複数回殴ったと主張し、殺人を犯したのは愛人だけであると述べた。愛人を追及する検事は、ボンドは夜に眠ろうとしなかったことが原因で虐待されて死に至ったと主張した。検察は、愛人はボンドを落ち着かせようとして一緒に寝室に行ったが、母親は愛人と一緒に寝室に入っていないと述べた。母親が寝室に向かったときには愛人のそばに腫れ上がって血の気がうせたボンドの姿があったという。母親の弁護人は、愛人は母親に対して警察に知らせれば殺すと脅迫したと主張した。また、ボンドの遺体は最初はごみ袋に入れられて冷蔵庫の中に隠されており、母親は遺体の隠蔽に関与していないという主張を維持した。しかし、後に母親は司法取引の一環で容疑を認めた 。その後、母親の自宅に死体探知用の犬が持ち込まれた。犬の反応は冷蔵庫に何か臭うものがあることを示していた。遺体はディア島に遺棄されたという見解に反し、母親は愛人が錘をつけたダッフルバッグに遺体を入れて水中に遺棄したと述べた。遺体は漂流して発見現場へ流れ着いたようだ。
愛人はボンドを殺害したのは母親であると主張した。愛人の弁護人は母親の弁護人の主張に反論し、愛人はボンドの死について何も知らないと主張した。愛人がボンドの死を認識していたことを示す十分な証拠は他にはないと述べた。愛人はボンドが死ぬ前に母親の自宅から出ていたとも主張した。愛人は、母親の家を去る前に、母親がボンドを虐待しているのを見たと主張した。また、愛人の弁護人は母親の証言は証明できないと語り、ドラッグの使用歴から母親が自分の娘を殺害した可能性の方が高いと主張した。検死で母親の証言と一致する負傷の痕跡が見つからなかったことを引き合いに出し、ボンドは殴打されて死亡したという主張にも異議を唱えた。母親は殺人で告発されないように話を捏造しているという主張もあった。愛人は子供・家庭局の関与を防ぐために娘がいると伝えないように指示するテキストメッセージを母親に送っていたことが公表された。
検察は母親には愛人に対する証言への対価として未決勾留による刑期満了という判決がふさわしいと提案した。検察の提案は、母親はボンドの死について話せば殺すと脅されていたという主張を考慮してのことだった。母親は司法取引の下で2017年2月10日に罪状を認め、2年間の保護観察付きの未決勾留による刑期満了という判決になった。
2017年6月上旬の愛人の裁判では、愛人の生涯の友人が証人台に立ち、母親が愛人と関係を持ったときに母親に愛人について警告したことを公表した。愛人には悪魔崇拝の儀式などの話題について熱心に調べていたというような側面があったため、そのような警告をしたという。愛人は自分には家から悪魔を抹消する能力があると思い込んでいたらしい。愛人の弁護人はボンドの死後に母親が書いたテキストメッセージや雑誌の投稿を提出した。雑誌の投稿にはボンドの死後にもかかわらず愛人への愛情についての記述があり、弁護人はこのことが愛人の無実を示していると主張した。母親は、ボンドが殺された後の自分の行動は恐怖のあまりに行ったものであるという主張を続け、ボンドが殺された後に愛人にヘロインを注射されて沈静化されていたとも主張した。
愛人は第一級殺人の容疑で起訴されていたが、裁判官は陪審に第二級殺人や過失致死への減刑を考慮することを許可した。2017年6月26日、陪審は第二級殺人で有罪という評決を下し、2日後、愛人は無期懲役を言い渡された。愛人は2037年に仮釈放が認められる。